# Michael Stapleton
Pour les articles homonymes, voir Stapleton.
Michael Stapleton est un stucateur, maître maçon et architecte irlandais, est né à Dublin en 1747, mort dans la même ville le 8 août 1801.

## Biographie
Michael Stapleton est le fils de George Stapleton, plâtrier de Dublin.
Il a essentiellement travaillé comme stucateur à Dublin et autour. Étant catholique, il ne pouvait pas être membre de la Guild of St. Bartholomew ou des corporations de Dublin. Il apparaît dans le Dublin directory en 1777 comme stucateur habitant no 16 Mecklenburgh Street, et en 1780, habitant au no 59 Camden Street.

### Principaux ouvrages décorés en stuc
Michel Stapleton a été l'apprenti et l'ami de Robert West. Il a été un stucateur néoclassique, dans le style de Robert Adam.
Il a participé à la décoration de :
- Powerscourt House, South William Street, à Dublin, est son œuvre la plus caractéristique.
- Belvedere College.

Parmi tous les bâtiments dont il a fait la décoration en stuc, on peut noter :
- Marlay House, Dublin.

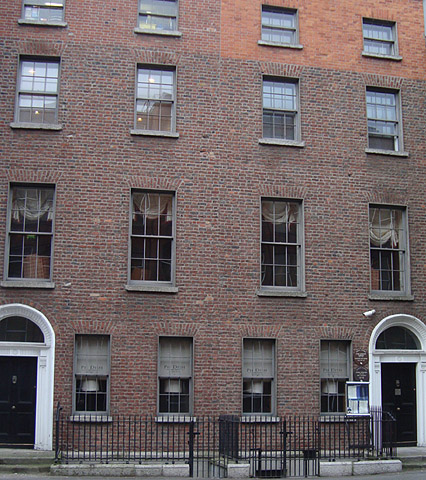
Maison, no 4 Harcourt St. (sur la droite), construite par Stapleton

- Wedgwood room dans Lucan House, construite autour de 1770 par Agmondisham Vesey, qui a été marié dans la famille de Patrick Sarsfield.
- no 16 et 17, St. Stephen's Green, Dublin.
- no 5 et 6, Ely Place, Dublin.
- Mount Kennedy, Comté de Wicklow.
- Ardress House, comté d'Armagh.
- no 19, 20, 35 et 43, North Great George's St., Dublin. La maison au no 35 qui abrite le James Joyce Cultural Center a été construite en 1784 pour le comte de Kenmare.
- Trinity College (Dublin) – particulièrement Examination Hall et la chapelle.

D'autres constructions sont citées dans le livre de Conor Lucey.

### Michael Stapleton constructeur et architecte
Les Catholic Relief Acts ont permis aux catholiques de louer à bail en 1778, puis à acheter et vendre un terrain en 1782. Ce n'est qu'à partir de 1778 que Michael Stapleton va pouvoir commencer une carrière de constructeur. En 1789, il est décrit comme étant un maître maçon et comme un des principaux architectes et constructeurs de Dublin.
En 1785, il a construit la maison no 9, Harcourt Street, et plus tard aux no 3 et 4. Il a été un des premiers locataires à bail à Mountjoy Square. Il a passé les dernières années de sa vie dans la maison no 1, Mountjoy Square, qu'il avait construite.
Dans ses travaux, il était associé à son beau-frère Thomas Todderick et le plâtrier Andrew Callnan.
Il est mort en 1801 et a été enterré dans le vieux cimetière de Malahide Castle demesne, à Dublin.

## Famille
Michael Stapleton s'est marié en 1774 avec Frances Todderick, la fille d'un marchand de charpente de Dublin, dont il a eu quatre enfants, Robert mort jeune, George qui a repris l'entreprise familiale après la mort de son père, Margaret mariée à un tailleur de pierre, John Taylor, et Mary mariée dans une famille d'imprimeurs de papiers peints et de peintres en bâtiments.

## Collection Stapleton
Robert West, dans ses dernières volontés inscrites dans son testament signé le 27 juillet 1789, authentifié le 2 septembre 1790, en fait son héritier et seul exécuteur testamentaire.
Michael Stapleton a réuni une collection de dessins et de gravures, complétée par son fils, George, conservée par la famille jusqu'en 1939. les dessins et quelques gravures concernant les décorations en stuc ont été acquis en 1940 par la National Library of Ireland. Le reste des gravures appartient à l'Irish Architectural Archive (en).